# La Valla-sur-Rochefort
La Valla-sur-Rochefort è un comune francese di 101 abitanti situato nel dipartimento della Loira della regione dell'Alvernia-Rodano-Alpi.

## Storia

### Simboli
Lo stemma è stato adottato nel 2023 e riunisce i principali simboli del paese: la Madonna Nera, gli abeti, i mirtilli, l'agrifoglio e l'acqua del fiume.

## Società

### Evoluzione demografica
Abitanti censiti